# Караузекский сельский округ
Караузе́кский се́льский окру́г (каз. Қараөзек ауылдық округі) — административная единица в составе Буландынского района Акмолинской области Республики Казахстан.
Административный центр — аул Караозек.

## География
Административно-территориальное образование расположено в северо-восточной части района, граничит:
- на востоке с районом Биржан Сала, Чернореченской ГЛД, городом Макинск,
- на юге с Вознесенским сельским округом,
- на западе и севере с Бурабайским районом.

Сельский округ расположен на северных окраинах казахского мелкосопочника. Рельеф местности представляет собой в основном сплошную равнину с малыми возвышенностями и лесными массивами (преимущественно на востоке и севере).
Гидрографическая сеть представлена рекой Кайракты — которая берёт свой исток с территории округа.
Климат холодно-умеренный, с хорошей влажностью. Среднегодовая температура воздуха отрицательная и составляет около −2,8 °C. Среднемесячная температура воздуха в июле достигает +18,9 °C, в январе она составляет около −15,4 °C. Среднегодовое количество осадков составляет более 425 мм. Основная часть осадков выпадает в период с мая по август.
Через территорию сельского округа проходит автодорога областного значения КС-1 (Жалтыр — Макинск).

## История
Сельский округ образовался в периоде 1991—1998 годов путём выделения из соседнего Вознесенского сельсовета следующих населённых пунктов — сёл Ерсулановка, Колоколовка, Купчановка, Прохоровка.
В 2007 году были переименованы и преобразованы следующие населённые пункты округа:
- село Колоколовка в аул Караозек;
- село Прохоровка в аул Байсуат.

## Население
| Численность населения | Численность населения | Численность населения |
| 1999                  | 2009                  | 2021                  |
| --------------------- | --------------------- | --------------------- |
| 1907                  | ↗2218                 | ↘1977                 |

## Состав
| № | Населённый пункт | Тип населённого пункта      | Население, 1999 | Население, 2009 | Население, 2021 |
| - | ---------------- | --------------------------- | --------------- | --------------- | --------------- |
| 1 | Байсуат          | аул                         | 230             | 230             | 192             |
| 2 | Ерсулановка      | село                        | 82              | 54              | 11              |
| 3 | Караозек         | аул, административный центр | 853             | 1 026           | 984             |
| 4 | Купчановка       | село                        | 742             | 908             | 790             |

## Экономика
На территории округа действуют 6 крестьянских хозяйств, 2 товарищества с ограниченной ответственностью.
ТОО «Фирма Нанар» занимается разведением казахской белоголовой породы. По итогам года в ТОО "Фирма Нанар» имеется следующее поголовье крупного рогатого скота — 650 голов, овцы — 205 головы, лошадей — 135 голов.
Выходное поголовье скота частных (населения) подворьях за отчетный период 2021 года составляет:
- КРС — 643 голов,
- овец — 1 375 голов,
- свиней — 55 голов,
- лошадей — 255 голов,
- птица — 3 012 голов.

Всего в округе имеется 14 455,3 га земельных участков, из них пашни — 11 176,5 га, пастбищ — 3 278 га.
В сельском округе функционирует 5 магазинов, в том числе 2 магазина в ауле Караозек, 1 магазин в ауле Байсуат и 2 магазина в селе Купчановка.

## Инфраструктура
В Караозекском сельском округе функционируют 3 школы: Караозекская средняя школа, Байсуатская начальная школа и Купчановская школа-детский сад. Общее количество учащихся — 211. Из них в Караозекском СШ — 172 учащихся, в Купчановская школа сад — 28 детей, Байсуатская НШ — 11 детей. В ауле Караозек функционирует мини-детский сад на 40 мест. Количество воспитанников — 34.
В округе функционируют 1 библиотека в а. Караозек с книжным фондом 8 420 экземпляра.
В селе Караозек действует врачебная амбулатория на 25 помещения. Медицинский пункт имеется в ауле Байсуат.
На территории сельского округа имеется два филиала АО "Казпочта".

## Местное самоуправление
Аппарат акима Караозекского сельского округа — аул Караозек, улица имени Балуана Шолака, дом №13.
- Аким сельского округа — Хамзин Марат Исманович[1].